# Альзон (река)
Альзон (фр. Alzon) — река во Франции, протекающая в департаменте Гар. Река является левым притоком реки Гардон, которая, в свою очередь, впадает в Рону. Длина реки — 23,7 км.
Название реки происходит от докельтского *alz- «ольха, болото», см. баскское Altz — «ольха».
Высота истока — около 200 м над уровнем моря. Высота устья — 24 м над уровнем моря.

## Города вдоль течения реки
Альзон, беря начало к северо-западу от Ла-Капель-э-Масмолен, далее течёт через Валлабри, Сен-Кантен-ла-Потри, Сен-Сифре, Юзес, Сен-Максимен, и впадает в Гарону в Кольясе.
В этих 7 коммунах проживает 14 729 жителей на площади 123 км², с плотностью 119,3 чел/км², при этом средняя высота реки — 131 м над уровнем моря.
Что касается кантонов, то река, беря начало в кантоне Юзес, перетекает в кантон Ремулен, где и заканчивается.